# Inzai
Inzai (japonsky: 印西市, Inzai-shi) je město nacházející se v japonské prefektuře Čiba. Rozlohu má 123,8 km2. Jeho symbolem je strom Pinus thunbergii.

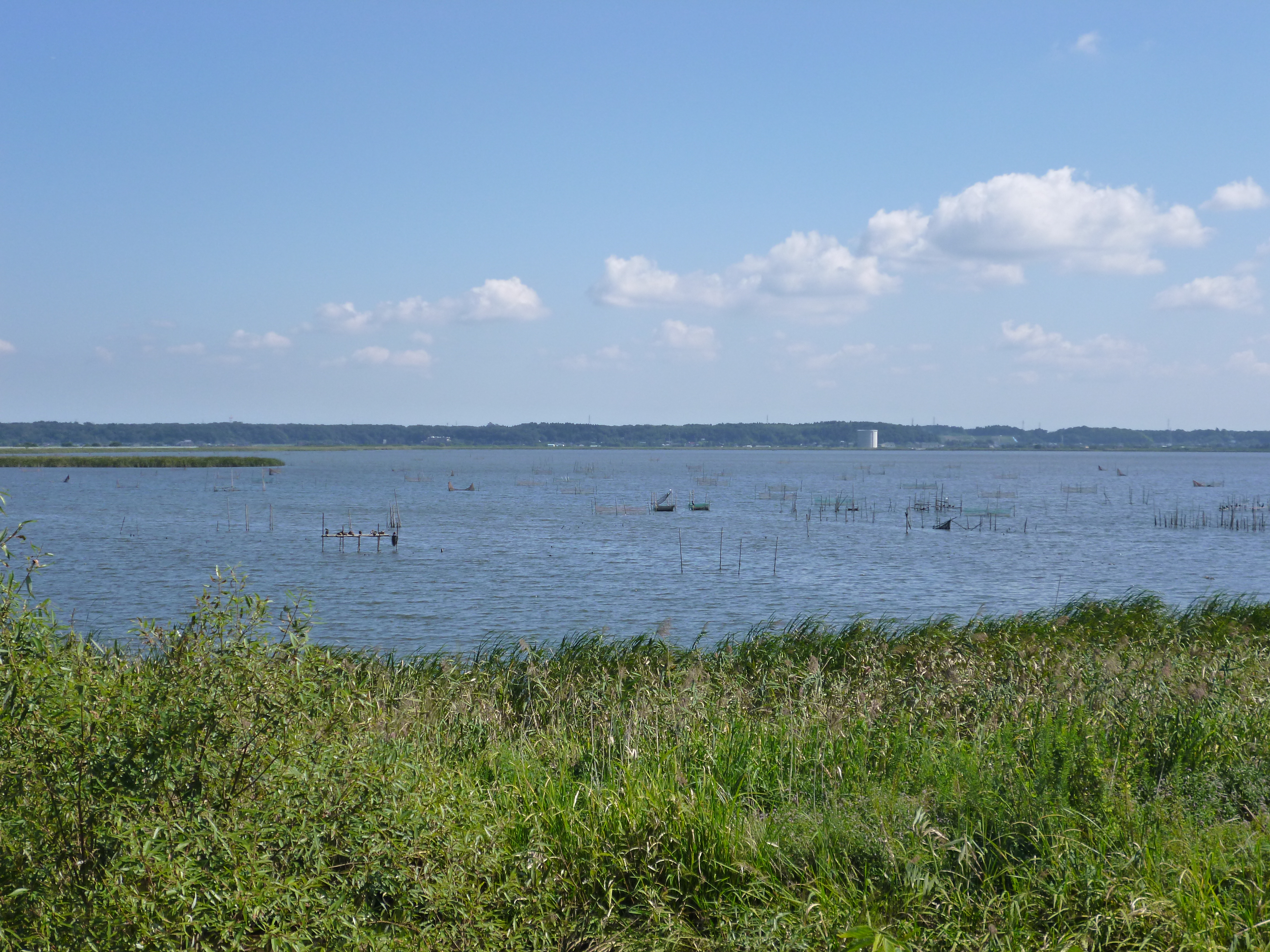
Jezero Inba, pohled od města Inzai

## Geografie
Město Inzai leží v severní části prefektury Čiba, v oblasti která je důležitou spojnicí mezi městy Tokio a Narita a která je součástí Tokijské metropolitní oblasti. Město leží na řece Tone, severozápadně od města leží jezero Teganuma a na jihovýchodě města leží jezero Imba. Obklopeno je přírodou, kterou tvoří mimo jiné přirozený les.
Sousedními městy jsou Kašiwa, Abiko, Široi, Jačijo, Sakae, Narita, Šisui, Sakura a Tone ležící v prefektuře Ibaraki.

### Klima
Pro Inzai je typické vlhké subtropické klima charakteristické teplými léty a chladnými zimami se slabým až žádným sněžením. Průměrná roční teplota je v Inzai 14,8 °C. Průměrný úhrn ročních srážek činí 1383 mm a září je nejdeštivějším měsícem. Nejvyšší teploty jsou zde v srpnu, v průměru kolem 26,3 °C a nejnižší v lednu, v průměru 4,1 °C.

## Historie
Oblast dnešního města Inzai byla osídlena již v paleolitu. V oblasti bylo nalezeno několik kamenných nástrojů, které pochází z této doby. Během období Edo zde vyrostla vesnice Kioroši sloužící jako přístav na řece Tone.
V rámci série reforem Meidži bylo 1. dubna 1889 založeno město Kioroši spolu s vesnicemi Omori, Taiša, Funoho, Rukugo, Munakata, Hongo a Eidži. Období Meidži bylo také zlatým věkem parníků, které se plavily po řece Tone z Tokia do Čoši. Vesnice Taiša získala status města dne 1. března 1913 a byla přejmenována na Město Omori. Za druhé světové války bylo v Sofuke v roce 1941 postaveno výcvikové středisko pro piloty, které bylo během války spojenci bombardováno a po válce zcela opuštěno.
Město Inzai bylo založeno dne 1. prosince 1954 spojením měst Kioroši a Taiša s vesnicemi Eidži a Funaho. V té době v něm žilo 11 000 obyvatel. Dne 23. května 2010 byly k městu připojeny vesnice Motono a Inba.

## Samospráva
Městu vládne starosta, volený přímou volbou, spolu městskou radou. Městská rada je jednokomorová a čítá 22 členů. Spolu se sousedním městem Sakae přispívá Inzai dvěma členy do sněmu prefektury Čiba.

## Ekonomika
Inzai má smíšenou ekonomiku, které dominují velká nákupní centra a průmyslové parky. Jeho poloha umožňuje dobré spojení s Tokiem i mezinárodním letištěm Narita. Díky tomu četné logistické společnosti zřídily v Inzai své sklady a distribuční centra. Více než 24 % ekonomicky činných obyvatel denně dojíždí za prací do Tokia.

## Školství a vzdělávání
Ve městě je osmnáct veřejných základních škol, devět veřejných nižších středních škol, jedna veřejná vyšší střední škola a dvě soukromé vysoké školy. Univerzitami jsou Univerzita Tokio Denki, Tokijská křesťanská univerzita a Univerzita Juntendo. Ve městě jsou také čtyři veřejné knihovny.

## Kultura a sport
V letech 2014 a 2019 se v Inzai konal jeden ze závodů světového poháru ve sportovním lezení.

## Významní rodáci
- Sajaka Murata (*1979), spisovatelka